# Championnat d'Israël de football 1959-1960
Navigation
Championnat d'Israël 1958-1959 Championnat d'Israël 1960-1961
Le Championnat d'Israël de football 1959-1960 est la 9e édition de ce championnat.

## Classement[1]
| Rang | Équipe               | Pts | J  | G  | N  | P  | Bp | Bc | Diff |
| ---- | -------------------- | --- | -- | -- | -- | -- | -- | -- | ---- |
| 1    | Hapoël Petah-Tikvah  | 31  | 22 | 14 | 3  | 5  | 65 | 29 | +36  |
| 2    | Maccabi Tel-Aviv     | 30  | 22 | 12 | 6  | 4  | 52 | 35 | +17  |
| 3    | Hapoël Haïfa         | 26  | 22 | 10 | 6  | 6  | 46 | 24 | +22  |
| 4    | Hapoël Jérusalem FC  | 25  | 22 | 9  | 7  | 6  | 28 | 27 | +1   |
| 5    | Maccabi Haïfa        | 24  | 22 | 7  | 10 | 5  | 42 | 30 | +12  |
| 6    | Hapoël Tel-Aviv      | 24  | 22 | 10 | 4  | 8  | 26 | 23 | +3   |
| 7    | Bnei Yehoudah        | 19  | 22 | 9  | 1  | 12 | 34 | 51 | -17  |
| 8    | Maccabi Netanya      | 19  | 22 | 8  | 3  | 11 | 30 | 47 | -17  |
| 9    | Maccabi Petah-Tikvah | 17  | 22 | 6  | 5  | 11 | 25 | 38 | -13  |
| 10   | Beitar Tel-Aviv      | 17  | 22 | 6  | 5  | 11 | 14 | 26 | -12  |
| 11   | Maccabi Jaffa        | 16  | 22 | 5  | 6  | 11 | 23 | 36 | -13  |
| 12   | Hapoël Ramat-Gan     | 16  | 22 | 7  | 2  | 13 | 31 | 50 | -19  |

|  | Champion |
|  | Relégué  |

## Bilan de la saison
| Tableau d'Honneur                |                     |
| Compétition                      | Vainqueur           |
| Championnat d'Israël de football | Hapoël Petah-Tikvah |
| Coupe d'Israël de football       | Hapoël Tel-Aviv     |

| Promotions et relégations |                   |
| Relégués en Liga Leumit   | Hapoël Ramat-Gan  |
| Promus en Ligat ha'Al     | Shimshon Tel-Aviv |